# 2010 en musique classique
| \| • Retour à la chronologie générale de la musique classique • \| |
| Grèce • Rome • Haut Moyen Âge • VIIIe siècle • IXe siècle • Xe siècle • XIe siècle XIIe siècle • XIIIe siècle • XIVe siècle • XVe siècle • XVIe siècle • XVIIe siècle XVIIIe siècle • XIXe siècle • XXe siècle • XXIe siècle |
| • Retour à la chronologie générale de la musique classique • |

| Années en musique classique : 2007 - 2008 - 2009 - 2010 - 2011 - 2012 - 2013    |
| Décennies en musique classique : 1980 - 1990 - 2000 - 2010 - 2020 - 2030 - 2040 |

En musique classique, l'année 2010 est notamment marquée par le bicentenaire de Frédéric Chopin.

## Événements
- 1er janvier : concert du nouvel an de l'orchestre philharmonique de Vienne au Musikverein, dirigé par Georges Prêtre.

### Date indéterminée
- Création du Concours international de belcanto Vincenzo Bellini.

### Créations
- 13 février : le Concerto pour violon en la majeur d'Ottorino Respighi, commencé en 1903, complété en 2009 par Salvatore Di Vittorio, créé à New York sous la direction de Salvatore Di Vittorio ;
- 17 février : Missa brevis, composition d'Arvo Pärt, par l'Orchestre philharmonique de Berlin ;
- 22 février : Die Tragödie des Teufels, opéra de Péter Eötvös, à Munich ;
- 1er mars : Émilie, opéra de Kaija Saariaho, à l'Opéra de Lyon, dirigé par Kazushi Ono ;
- 8 avril : 2×5, composition de Steve Reich dans sa version intégrale par le Contemporanea Ensemble dirigé par Tonino Battista à l'Auditorium Parco della Musica de Rome ;
- 30 avril : Moby-Dick, opéra de Jake Heggie, créé à l'opéra de Dallas ;
- 27 juillet: Dionysos, opéra de Wolfgang Rihm, au Festival de Salzbourg ;
- 8 septembre : D'OM LE VRAI SENS, concerto pour clarinette de Kaija Saariaho, à la Maison Finlandia ;
- 25 septembre : Gisela!, opéra d'Hans Werner, à Dresde ;
- 9 octobre : Gesualdo, opéra de Marc-André Dalbavie, à Zurich ;
- 4 novembre : Silhouette, pour orchestre à cordes et percussions d'Arvo Pärt, créé par l'Orchestre de Paris sous la direction de Paavo Järvi.

## Prix

### Date indéterminée
- Denis Kojoukhine obtient le 1er prix de piano du Concours musical international Reine Élisabeth de Belgique.
- Nikita Borisoglebsky obtient le 1er prix de violon du Concours international de violon Jean Sibelius.
- Nikita Borisoglebsky obtient le 1er prix de violon du Concours international de violon Fritz-Kreisler.
- Yulianna Avdeeva obtient le 1er prix de piano du Concours international de piano Frédéric-Chopin.
- Michael Gielen reçoit le Prix Ernst von Siemens.
- Ennio Morricone reçoit le Prix Polar Music.
- Dame Emma Kirkby reçoit la Queen's Medal for Music.
- Daniel Barenboim reçoit le Prix musical Herbert von Karajan.
- Maurizio Pollini reçoit le Praemium Imperiale.
- Cecilia Bartoli reçoit le Léonie Sonning Music Award.
- York Hoeller (en) reçoit le Grawemeyer Award pour Spheres.
- Le Concerto pour violon de Jennifer Higdon reçoit le Prix Pulitzer de musique.
- Benjamin de la Fuente est lauréat du grand prix lycéen des compositeurs.
- Leo Brouwer reçoit le Prix Tomás Luis de Victoria.
- Sophie Lacaze reçoit le Prix Claude Arrieu de la SACEM.

## Décès

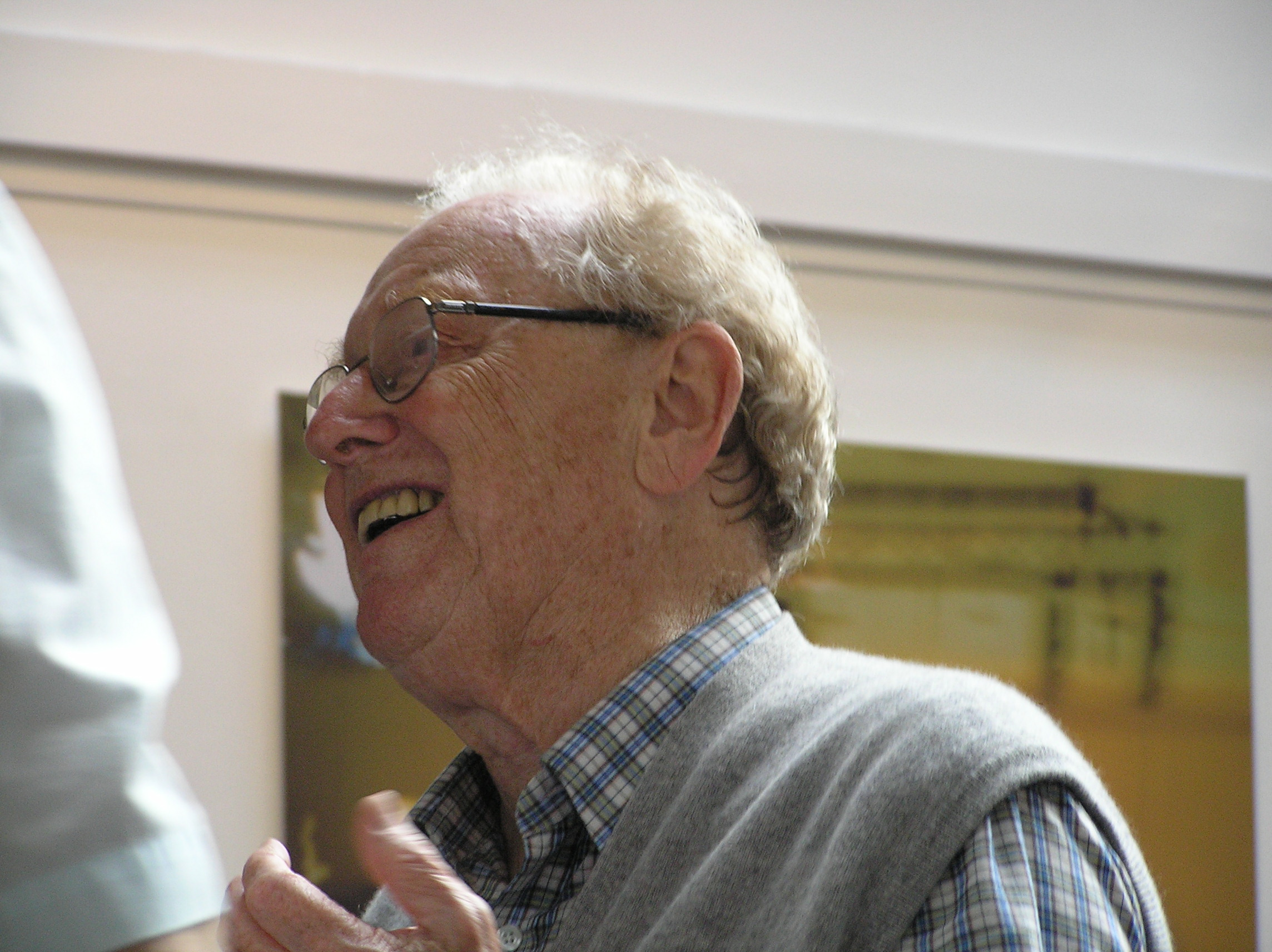
Charles Mackerras

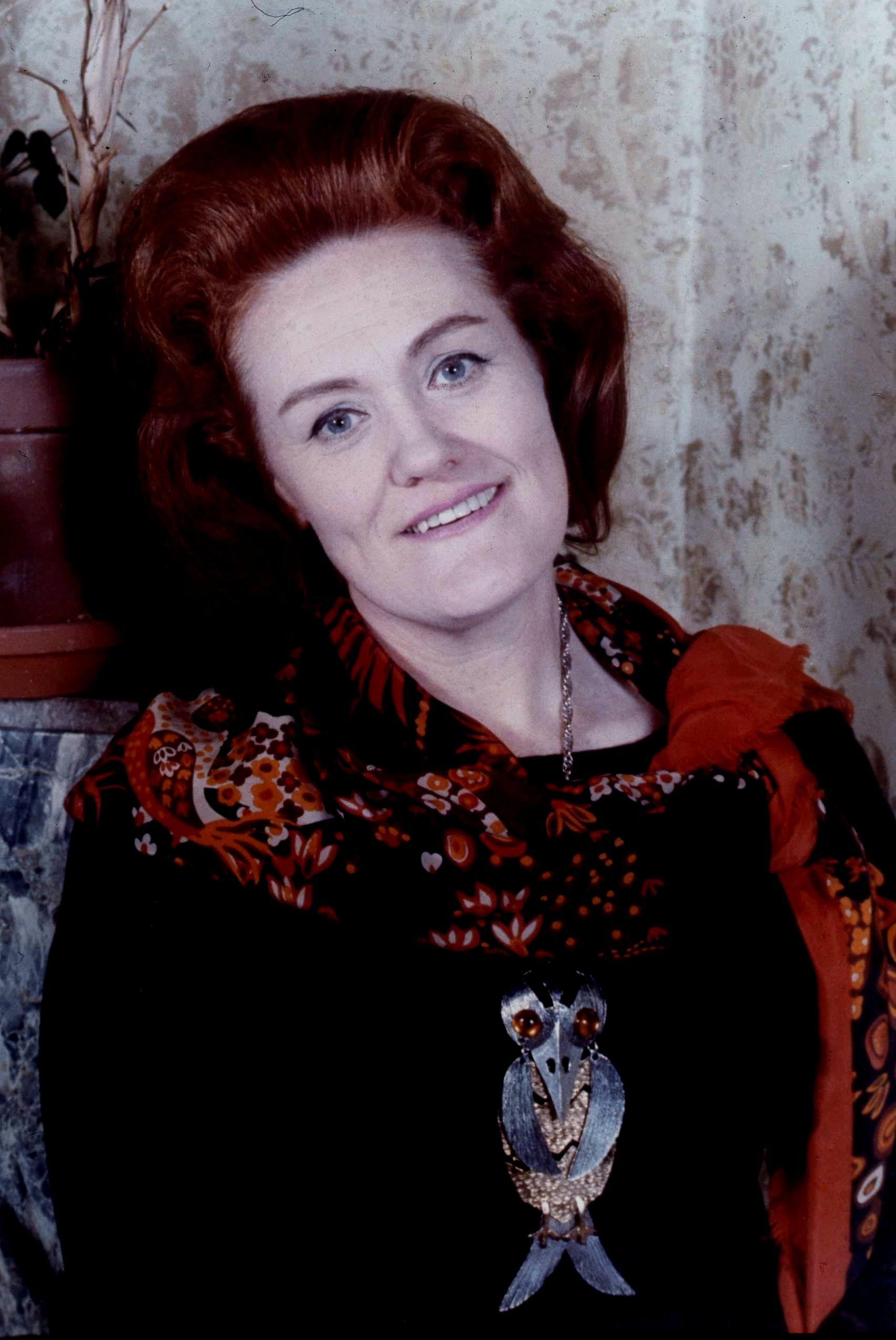
Joan Sutherland

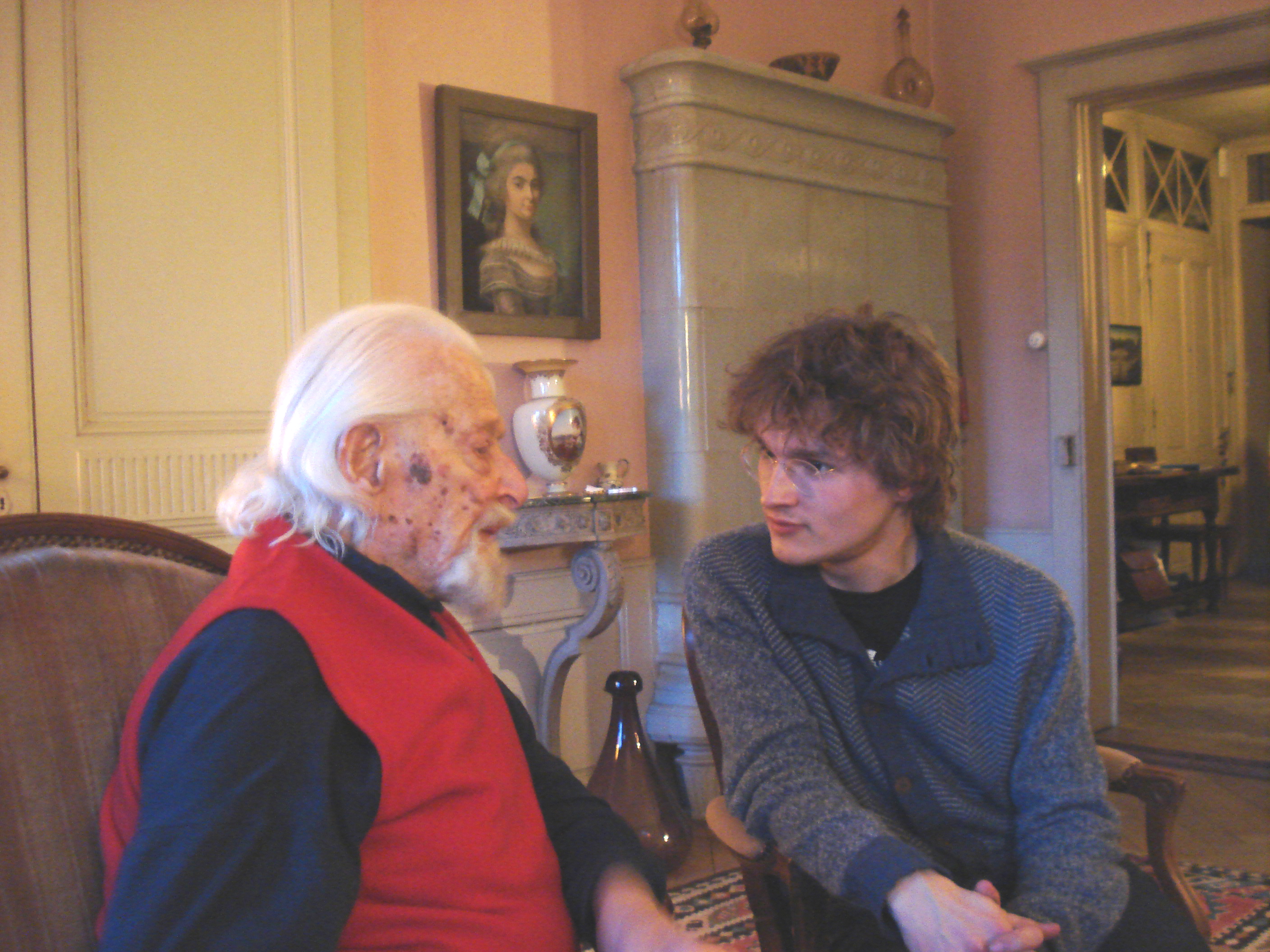
Hugues Cuénod

- 8 janvier : Otmar Suitner, chef d'orchestre autrichien (° 16 mai 1922).
- 21 janvier : Camille Maurane, baryton Martin français (° 29 novembre 1911).
- 23 janvier : Earl Wild, pianiste et compositeur américain (° 26 novembre 1915).
- 28 janvier : Patricia Leonard, actrice et chanteuse d'opéra britannique (° 9 mars 1936).
- 1er février : Jeanne Joulain, organiste et pédagogue française (° 1920).
- 5 février : Pierre Vidal, organiste, compositeur et musicographe français (° 7 avril 1927).
- 9 février : Jacques Hétu, compositeur québécois (° 8 août 1938).
- 11 février : Irina Arkhipova, chanteuse d'opéra soviétique (° 2 janvier 1925).
- 25 février : David Soyer, violoncelliste américain (° 24 février 1923).
- 26 février : Bernard Coutaz, éditeur musical français (° 30 décembre 1922).
- 5 mars : Philip Langridge, ténor britannique (° 16 décembre 1939).
- 6 mars : Ole Schmidt, chef d'orchestre, pianiste et compositeur danois (° 14 juillet 1928).
- 17 mars : Ştefan Gheorghiu, violoniste et pédagogue roumain (° 22 mars 1926).
- 22 avril : Robert Casier, hautboïste français (° 15 juillet 1924).
- 30 avril : Frédéric Lagnau, compositeur et pianiste français (° 23 mai 1967).
- 5 mai : Giulietta Simionato, mezzo-soprano italienne (° 12 mai 1910).
- 17 mai : Yvonne Loriod, pianiste française (° 20 janvier 1924).
- 24 mai : Anneliese Rothenberger, soprano allemande (° 19 juin 1924).
- 25 mai : Robert Muczynski, compositeur américain (° 19 mars 1929).
- 31 mai : Benjamin Lees, compositeur américain (° 8 janvier 1924).
- 2 juin : Giuseppe Taddei, baryton italien (° 26 juin 1916).
- 14 juin : Giacinto Prandelli, ténor d'opéra italien (° 8 février 1914).
- 16 juin : Maureen Forrester, contralto canadienne (° 25 juillet 1930).
- 3 juillet : Robert Moffat Palmer, compositeur, pianiste et pédagogue Américain (° 2 juin 1915).
- 5 juillet : Cesare Siepi, chanteur lyrique italien (° 10 février 1923).
- 14 juillet : Charles Mackerras, chef d'orchestre australien d'origine américaine (° 17 novembre 1925).
- 16 juillet : Jaroslav Bílý, compositeur et chef d'orchestre tchèque (° 15 mai 1935).
- 21 juillet : Anthony Rolfe Johnson, ténor britannique (° 5 novembre 1940).
- 23 juillet : Maurice Faillenot, compositeur et chef d'orchestre d'harmonie français  (° 10 juin 1920).
- 30 juillet : Otto Joachim, compositeur, violoniste, altiste et chambriste québécois d'origine allemande (° 13 octobre 1910).
- 31 juillet : Mitch Miller, musicien, chanteur, chef de chœur et producteur de musique américain (° 4 juillet 1911).
- 6 août : Cacilda Borges Barbosa, pianiste, chef d'orchestre et compositrice brésilienne (° 17 mai 1914).
- 15 août : Franco Tagliavini, ténor italien (° 29 octobre 1934).
- 17 septembre : Christophe Bertrand, compositeur français (° 24 avril 1981).
- 19 septembre : László Polgár, chanteur hongrois (° 1er janvier 1947).
- 21 septembre : Geoffrey Burgon, compositeur anglais (° 15 juillet 1941).
- 10 octobre :
  - Reinhold Brinkmann, musicologue allemand (° 21 août 1934).
  - Alison Stephens, mandoliniste anglaise (° 1er mars 1970).
  - Joan Sutherland, soprano australienne (° 7 novembre 1926).
- 1er novembre : Roberto Michelucci, violoniste italien (° 29 octobre 1922).
- 2 novembre : Roudolf Barchaï (ou Rudolf Barshai), altiste et chef d'orchestre russe naturalisé israélien (° 28 septembre 1924).
- 5 novembre : 
  - Charles Frison, compositeur belge (° 4 décembre 1921).
  - Shirley Verrett, mezzo-soprano américaine (° 31 mai 1931).
- 12 novembre : Henryk Górecki, compositeur polonais (° 6 décembre 1933).
- 15 novembre :
  - Aubert Lemeland, compositeur français (° 19 décembre 1932).
  - Hubert Meister, organiste et musicologue allemand (° 25 septembre 1938).
- 21 novembre : José Antônio Rezende de Almeida Prado, compositeur et pianiste brésilien (° 8 février 1943).
- 29 novembre : Peter Hofmann, ténor allemand (° 22 août 1944).
- 1er décembre : Helen Boatwright, artiste lyrique américaine, soprano (° 17 novembre 1916).
- 6 décembre : Hugues Cuénod, ténor suisse (° 26 juin 1902).
- 9 décembre : Boris Tichtchenko, compositeur et pianiste russe (° 23 mars 1939).
- 15 décembre : Solange Michel, mezzo-soprano française (° 27 novembre 1912).
- 20 décembre : 
  - John Alldis, chef de chœur britannique (° 10 août 1929).
  - Jean-Louis Martinet, compositeur français (° 8 novembre 1912).
- 22 décembre : Ernest Blanc, baryton français (° 1er novembre 1923).
- 24 décembre : Eino Tamberg, compositeur estonien et professeur de composition musicale (° 27 mai 1930).